# Monterrey (Casanare)
Monterrey est une municipalité située dans le département de Casanare, en Colombie.